# Васка Капото (Латина)
Васка Капото је насеље у Италији у округу Латина, региону Лацио.
Према процени из 2011. у насељу је живело 39 становника. Насеље се налази на надморској висини од 38 м.